# Soccer (videogioco 1985)
Soccer (サッカー?, Sakkā) è un videogioco di calcio del 1985 sviluppato da Intelligent Systems pubblicato da Nintendo per Nintendo Entertainment System.

## Modalità di gioco
In Soccer uno o due giocatori possono affrontarsi in un incontro amichevole tra squadre di calcio composte da sei giocatori. Le nazionali presenti nel gioco sono sette:
- Brasile
- Germania Ovest
- Spagna
- Francia
- Regno Unito
- Giappone
- Stati Uniti

È possibile selezionare il livello di difficoltà e la durata della partita. Al termine di quest'ultima, in caso di pareggio, si andrà ai tiri di rigore. Durante il gioco per effettuare un passaggio si usa il tasto B, mentre per tirare il tasto A.